# Espen Bugge Pettersen
Espen Bugge Pettersen (ur. 10 maja 1980 w Tønsbergu) – piłkarz norweski grający na pozycji bramkarza. Od 2014 roku jest piłkarzem klubu Strømsgodset IF.

## Kariera klubowa
Karierę piłkarską Pettersen rozpoczął w klubie Eik-Tønsberg. W 1999 roku zadebiutował w jego barwach w norweskiej drugiej lidze, a w 2000 roku był podstawowym zawodnikiem tego klubu. Na koniec sezonu 2000 spadł z Tønsbergiem do trzeciej ligi.
W 2002 roku Pettersen zmienił klub i został zawodnikiem drugoligowego Sandefjord Fotball. Przez cztery sezony grał w rozgrywkach drugiej ligi, a w 2005 roku wywalczył awans do pierwszej ligi Norwegii. W niej swoje pierwsze spotkanie rozegrał 9 kwietnia 2006, przeciwko Stabækowi IF, w którym padł remis 0:0. W 2007 roku spadł z Sandefjordem do drugiej ligi, ale już w 2009 roku ponownie grał w Tippeligaen.
W połowie 2010 roku Pettersen odszedł z Sandefjordu do Molde FK. W Molde zadebiutował 1 sierpnia 2010 w zremisowanym 1:1 wyjazdowym meczu z SK Brann. W Molde jest pierwszym bramkarzem.
W 2015 przeszedł do Strømsgodset IF.
| Sezon | Klub               | Kraj     | Rozgrywki    | Mecze | Bramki |
| ----- | ------------------ | -------- | ------------ | ----- | ------ |
| 1999  | Eik-Tønsberg       | Norwegia | Adeccoligaen | 2     | 0      |
| 2000  | Eik-Tønsberg       | Norwegia | Adeccoligaen | 26    | 0      |
| 2001  | Eik-Tønsberg       | Norwegia | 2. divisjon  | ?     | 0      |
| 2002  | Sandefjord Fotball | Norwegia | Adeccoligaen | 30    | 0      |
| 2003  | Sandefjord Fotball | Norwegia | Adeccoligaen | 30    | 0      |
| 2004  | Sandefjord Fotball | Norwegia | Adeccoligaen | 29    | 0      |
| 2005  | Sandefjord Fotball | Norwegia | Adeccoligaen | 25    | 0      |
| 2006  | Sandefjord Fotball | Norwegia | Tippeligaen  | 26    | 0      |
| 2007  | Sandefjord Fotball | Norwegia | Tippeligaen  | 22    | 0      |
| 2008  | Sandefjord Fotball | Norwegia | Adeccoligaen | 30    | 0      |
| 2009  | Sandefjord Fotball | Norwegia | Tippeligaen  | 30    | 0      |
| 2010  | Sandefjord Fotball | Norwegia | Tippeligaen  | 18    | 0      |
| 2010  | Molde FK           | Norwegia | Tippeligaen  | 12    | 0      |
| 2011  | Molde FK           | Norwegia | Tippeligaen  | 28    | 0      |
| 2012  | Molde FK           | Norwegia | Tippeligaen  | 23    | 0      |
| 2013  | Molde FK           | Norwegia | Tippeligaen  | 2     | 0      |
| 2014  | Molde FK           | Norwegia | Tippeligaen  | 3     | 0      |
| 2015  | Strømsgodset IF    | Norwegia | Tippeligaen  |       |        |

## Kariera reprezentacyjna
W reprezentacji Norwegii Pettersen zadebiutował 29 maja 2010 roku w wygranym 2:1 towarzyskim spotkaniu z Czarnogórą. W 89. minucie tego meczu zmienił Rune Jarsteina.
| Mecze i gole w reprezentacji | Mecze i gole w reprezentacji | Mecze i gole w reprezentacji | Mecze i gole w reprezentacji | Mecze i gole w reprezentacji | Mecze i gole w reprezentacji | Mecze i gole w reprezentacji |
| #                            | Data                         | Stadion                      | Rywal                        | Wynik                        | Gol                          | Rozgrywki                    |
| 2010                         | 2010                         | 2010                         | 2010                         | 2010                         | 2010                         | 2010                         |
| ---------------------------- | ---------------------------- | ---------------------------- | ---------------------------- | ---------------------------- | ---------------------------- | ---------------------------- |
| 1.                           | 29.05.2010                   | Oslo, Norwegia               | Czarnogóra                   | 2:1                          | 0                            | towarzyski                   |
| 2.                           | 17.11.2010                   | Dublin, Irlandia             | Irlandia                     | 2:1                          | 0                            | towarzyski                   |
| 2011                         |                              |                              |                              |                              |                              |                              |
| 3.                           | 12.11.2011                   | Cardiff, Walia               | Walia                        | 1:4                          | 0                            | towarzyski                   |
| 2012                         |                              |                              |                              |                              |                              |                              |
| 4.                           | 18.01.2012                   | Bangkok, Tajlandia           | Tajlandia                    | 1:0                          | 0                            | towarzyski                   |
| 5.                           | 21.01.2012                   | Bangkok, Tajlandia           | Korea Południowa             | 0:3                          | 0                            | towarzyski                   |
| 6.                           | 02.06.2012                   | Oslo, Norwegia               | Chorwacja                    | 1:1                          | 0                            | towarzyski                   |
| 7.                           | 07.09.2012                   | Reykjavík, Islandia          | Islandia                     | 0:2                          | 0                            | El. MŚ 2014                  |